# Drapeau de l'Adjarie

Drapeau actuel de l'Adjarie

Le drapeau de l'Adjarie est le drapeau de la république autonome d'Adjarie, située en Géorgie. Il est composé de sept bandes bleu foncé et blanches, avec le drapeau de la Géorgie dans son coin supérieur gauche. Les bandes bleu foncé symbolisent la mer Noire et les blanches la pureté. Le drapeau a été adopté le 20 juillet 2004 par le Conseil suprême de l'Adjarie.

## Anciens drapeaux

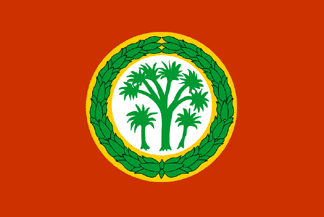
Drapeau de la République de Batumi.

Drapeau de l'Adjarie, de 2000 à 2004

Entre juin 2000 et juillet 2004, un autre modèle a été utilisé par le gouvernement dirigé par Aslan Abachidze. Le fond bleu représente la mer Noire, tandis que les sept étoiles symbolisent les deux villes de la république autonome, Batoumi et Kobouleti, et ses cinq raïons que sont Batoumi, Kobouleti, Keda, Chouakhevi, Khoulo. 

Drapeau de la RSSA d'Adjarie

Du temps de l'Union soviétique, la République socialiste soviétique autonome d'Adjarie (RSSA d'Adjarie) possédait son propre drapeau, de 1921 à 1950, puis entre 1978 et 1991. Le motif était similaire à celui de la République socialiste soviétique de Géorgie, avec en plus l'acronyme de la RSSA d'Adjarie en géorgien.

## Source
- (en) « Drapeau de l'Adjarie », Flags of the World